# 馬哈茂德·達爾維什

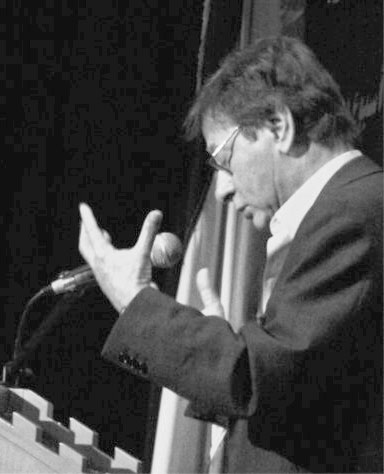
馬哈茂德·達爾維什

馬哈茂德·達爾維什（阿拉伯语：‎，拉丁化：Mahmoud Darwish；1941年3月13日—2008年8月9日），「巴勒斯坦民族詩人」，阿拉伯文學代表作家之一。作品大多講述巴勒斯坦人民為立國而與以色列對抗的情況，並批評以色列侵犯巴勒斯坦土地、哈馬斯與法塔赫內訌等。

## 生平
1941年3月13日，馬哈茂德·達爾維什生於加利利西部。2008年8月，馬哈茂德·達爾維什於美國德克薩斯州休斯頓Memorial Hermann Hospital接受心臟手術後出現併發症，延至8月9日死亡。